# Берньер-сюр-Мер
Бернье́р-сюр-Мер (фр. Bernières-sur-Mer) — коммуна во Франции, находится в регионе Нижняя Нормандия. Департамент коммуны — Кальвадос. Входит в состав кантона Дувр-ла-Деливранд. Округ коммуны — Кан.
Код INSEE коммуны — 14066.

## Население
Население коммуны на 2010 год составляло 2331 человек.
| 1962 | 1968 | 1975 | 1982 | 1990 | 1999 | 2010 |
| ---- | ---- | ---- | ---- | ---- | ---- | ---- |
| 930  | 964  | 1053 | 1548 | 1563 | 1882 | 2331 |

## Экономика
В 2010 году среди 1430 человек трудоспособного возраста (15—64 лет) 1037 были экономически активными, 393 — неактивными (показатель активности — 72,5 %, в 1999 году было 66,6 %). Из 1037 активных жителей работали 939 человек (471 мужчина и 468 женщин), безработных было 98 (50 мужчин и 48 женщин). Среди 393 неактивных 120 человек были учениками или студентами, 204 — пенсионерами, 69 были неактивными по другим причинам.